# Medida de Young
En análisis matemático, una medida de Young es un familia paramétrica de medidas que está asociada con ciertas subsucesiones de una sucesión acotada dada de funciones medibles. Uno de sus propósitos es cuantificar el efecto de oscilación de la sucesión en el límite. Las medidas de Young tienen aplicaciones en el cálculo variacional, especialmente modelos de la ciencia de materiales, y el estudio de ecuaciones diferenciales parciales no lineales, así como en diversos problemas de optimización (o control óptimo ). Llevan el nombre de Laurence Chisholm Young, quien las inventó en 1937 en el caso de dimensión 1 (curvas) y posteriormente en dimensiones superiores en 1942.

## Definición

### Motivación
La definición de medidas de Young está motivada por el siguiente teorema: Sean m, n enteros positivos arbitrarios, sean {\displaystyle U} ser un subconjunto acotado abierto de {\displaystyle \mathbb {R} ^{n}} y {\displaystyle \{f_{k}\}_{k=1}^{\infty }} ser una sucesión acotada en {\displaystyle L^{p}(U,\mathbb {R} ^{m})} . Entonces existe una subsucesión {\displaystyle \{f_{k_{j}}\}_{j=1}^{\infty }\subset \{f_{k}\}_{k=1}^{\infty }} y, para casi todo {\displaystyle x\in U}, una medida boreliana de probabilidad {\displaystyle \nu _{x}} en {\displaystyle \mathbb {R} ^{m}} tal que para cada {\displaystyle F\in C(\mathbb {R} ^{m})} tenemos
{\displaystyle F\circ f_{k_{j}}(x){\rightharpoonup }\int _{\mathbb {R} ^{m}}F(y)d\nu _{x}(y)}
débilmente en {\displaystyle L^{p}(U)} si el límite existe (o débilmente* en {\displaystyle L^{\infty }(U)} en caso de {\displaystyle p=+\infty } ). Las medidas {\displaystyle \nu _{x}} se llaman medidas de Young generadas por la sucesión {\displaystyle \{f_{k_{j}}\}_{j=1}^{\infty }} .
Un recíproco parcial también es cierto: si para cada {\displaystyle x\in U} tenemos una medida de Borel {\displaystyle \nu _{x}} en {\displaystyle \mathbb {R} ^{m}} tal que {\displaystyle \int _{U}\int _{\mathbb {R} ^{m}}\|y\|^{p}d\nu _{x}(y)dx<+\infty }, entonces existe una sucesión {\displaystyle \{f_{k}\}_{k=1}^{\infty }\subseteq L^{p}(U,\mathbb {R} ^{m})}, limitado en {\displaystyle L^{p}(U,\mathbb {R} ^{m})}, que tiene la misma propiedad de convergencia débil que la anterior.
De manera más general, para cualquier función de Carathéodory {\displaystyle G(x,A):U\times R^{m}\to R}, el límite
{\displaystyle \lim _{j\to \infty }\int _{U}G(x,f_{j}(x))\ dx,}
si existe, estará dado por
{\displaystyle \int _{U}\int _{\mathbb {R} ^{m}}G(x,A)\ d\nu _{x}(A)\ dx} .
La idea original de Young en el caso {\displaystyle G\in C_{0}(U\times \mathbb {R} ^{m})} era considerar, para cada número entero {\displaystyle j\geq 1}, la medida uniforme, digamos {\displaystyle \Gamma _{j}:=(id,f_{j})_{\sharp }L^{d}\llcorner U,} concentrada en la gráfica de la función {\displaystyle f_{j}.} (Aquí, {\displaystyle L^{d}\llcorner U} es la restricción de la medida de Lebesgue a {\displaystyle U.} ) Al tomar el límite débil* de estas medidas como elementos de {\displaystyle C_{0}(U\times \mathbb {R} ^{m})^{\star },} tenemos
{\displaystyle \langle \Gamma _{j},G\rangle =\int _{U}G(x,f_{j}(x))\ dx\to \langle \Gamma ,G\rangle ,}
dónde {\displaystyle \Gamma } es el límite débil mencionado. Después de una desintegración de la medida {\displaystyle \Gamma } en el producto {\displaystyle \Omega \times \mathbb {R} ^{m},} obtenemos la medida parametrizada {\displaystyle \nu _{x}} .

### Definición general
Dejar {\displaystyle m,n} ser números enteros positivos arbitrarios, sean {\displaystyle U} ser un subconjunto abierto y acotado de {\displaystyle \mathbb {R} ^{n}}, y deja {\displaystyle p\geq 1} . Una medida de Young (con p -momentos finitos) es una familia de medidas de probabilidad de Borel {\displaystyle \{\nu _{x}:x\in U\}} en {\displaystyle \mathbb {R} ^{m}} tal que {\displaystyle \int _{U}\int _{\mathbb {R} ^{m}}\|y\|^{p}d\nu _{x}(y)dx<+\infty } .

## Ejemplos

### Sucesión puntualmente convergente
Un ejemplo trivial de medida de Young es cuando la sucesión {\displaystyle f_{n}} está acotada en {\displaystyle L^{\infty }(U,\mathbb {R} ^{n})} y converge puntualmente en casi todas partes en {\displaystyle U} a una función {\displaystyle f} . La medida de Young es entonces la medida de Dirac
{\displaystyle \nu _{x}=\delta _{f(x)},\quad x\in U.}
De hecho, según el teorema de convergencia dominada, {\displaystyle F(f_{n}(x))} converge débilmente* en {\displaystyle L^{\infty }(U)} a
{\displaystyle F(f(x))=\int F(y)\,{\text{d}}\delta _{f(x)}}
para cualquier {\displaystyle F\in C(\mathbb {R} ^{n})} .

### Sucesión de funciones oscilatorias
Un ejemplo menos trivial es una sucesión
{\displaystyle f_{n}(x)=\sin(nx),\quad x\in (0,2\pi ).}
Se puede demostrar que la medida de Young correspondiente satisface
{\displaystyle \nu _{x}(E)={\frac {1}{\pi }}\int _{E\cap [-1,1]}{\frac {1}{\sqrt {1-y^{2}}}}\,{\text{d}}y,\quad x\in (0,2\pi ),}
para cualquier conjunto medible {\displaystyle E} . En otras palabras, para cualquier {\displaystyle F\in C(\mathbb {R} ^{n})} :
{\displaystyle F(f_{n}){\rightharpoonup }^{*}{\frac {1}{\pi }}\int _{-1}^{1}{\frac {F(y)}{\sqrt {1-y^{2}}}}\,{\text{d}}y}
en {\displaystyle L^{\infty }((0,2\pi ))} . En este caso, la medida de Young no depende de {\displaystyle x} y por tanto el límite débil* es siempre una constante.

### Sucesión minimizante
Para cada sucesión asintóticamente minimizante {\displaystyle u_{n}} de
{\displaystyle I(u)=\int _{0}^{1}(u'(x)^{2}-1)^{2}+u'(x)^{2}dx}
sujeto a {\displaystyle u(0)=u(1)=0} (es decir, la sucesión {\displaystyle \{u_{n}\}_{n}} satisface {\displaystyle \lim _{n\to +\infty }I(u_{n})=\inf _{u\in C^{1}([0,1])}I(u)} ), y tal vez después de pasar a una subsecesión, la sucesión de derivadas {\displaystyle u'_{n}} genera medidas Young de la forma {\displaystyle \nu _{x}=\alpha (x)\delta _{-1}+(1-\alpha )(x)\delta _{1}} con {\displaystyle \alpha \colon [0,1]\to [0,1]} medible. Esto captura las características esenciales de todas las sucesiones minimizantes para este problema, es decir, sus derivadas {\displaystyle u'_{k}(x)} tenderán a concentrarse a lo largo de los mínimos {\displaystyle \{-1,1\}} del integrando {\displaystyle (u'(x)^{2}-1)^{2}+u'(x)^{2}} .
En general, dada una familia medible {\displaystyle \{\nu _{x}\}_{x\in U}} de medidas de probabilidad, es posible construir una sucesión de funciones {\displaystyle \{f_{n}\}_{n}} tales que {\displaystyle f_{n}(x)\to ^{*}\nu _{x}} para casi toda {\displaystyle x\in U}.